# 妙法寺 (長岡市)
妙法寺（みょうほうじ）は、新潟県長岡市大字村田1124にある日蓮宗の本山（由緒寺院）。山号は法王山。

## 沿革
- 徳治元年（1306年） - 日蓮六老僧の1人日昭が、現在の神奈川県横浜市戸塚区名瀬町にあたる相模国鎌倉郡名瀬に経王山妙法寺を創建する。
- 元亨3年（1323年） - 日昭の遺命により風間信昭の領内に移し北越布教の拠点にするため村田に妙法寺を移転する。
- 天正19年（1591年） - 火災により諸堂焼失。以降再建を図る。
- 明治元年（1868年） - 戊辰戦争により黒門、赤門、七面堂を除き焼失。以降再建を図る。
  - 塔頭として金蔵寺、泉蔵寺、信盛寺、大乗寺がある。
  - 境内には開基檀越の風間信昭を祀る報恩堂がある。
  - 玉沢妙法華寺と共に日昭門流の本山で両寺は左右牛角の霊地と呼ばれる。
  - 現住は64世小林日元貫首（東京都世田谷区妙法寺より晋山）。通師堀之内法縁。

## 旧末寺
日蓮宗は1941年（昭和16年）に本末を解体したため、現在では、旧本山、旧末寺と呼びならわしている。
- 泰澄山金蔵寺（長岡市村田）塔頭
- 常徳山泉蔵寺（長岡市村田）塔頭
- 日現山信盛寺（長岡市村田）塔頭
- 本妙山大長寺（東京都府中市若松）
- 虎谿山円隆寺（長岡市入塩川）
- 永光山法立寺（長岡市与板町与板乙）
- 吉祥山日朝寺（上越市寺町）
- 吉尾山法興寺（柏崎市吉尾）
- 安國山東城寺（柏崎市中田）
- 南永山玉泉寺（新潟県刈羽郡刈羽村入和田乙）
- 月光山妙満寺（新潟県刈羽郡刈羽村入和田甲）
  - 妙満寺末：妙音山顕本寺（上越市仲町）
- 正平寺（柏崎市小杉）
- 霊池山妙蓮寺（上越市柿崎区柿崎）
- 上輪山妙泉寺（柏崎市上輪）
- 常在山妙興寺（柏崎市米山町）
- 本住寺（柏崎市米山町）
- 蓮台山妙本寺（新潟県三島郡出雲崎町久田）
- 宝生山大慶寺（新潟県三島郡出雲崎町大寺）
- 佛立山蓮念寺（長岡市東保内）
- 興立山治暦寺（長岡市村田）
- 佛住山本行寺（長岡市城之丘）
- 佛生山乗光寺（長岡市両高）
- 高森山大栄寺（長岡市両高）
- 安倍山本立寺（新潟市中央区三和町）
- 清正寺（長岡市中之島中条丙）
- 唱題山妙孝寺（村上市上中島）
- 日栄山常昌寺（燕市地蔵堂本町）
- 法智山真如寺（五泉市村松甲）

## 交通アクセス
- 越後線妙法寺駅より徒歩10分。